# 深海

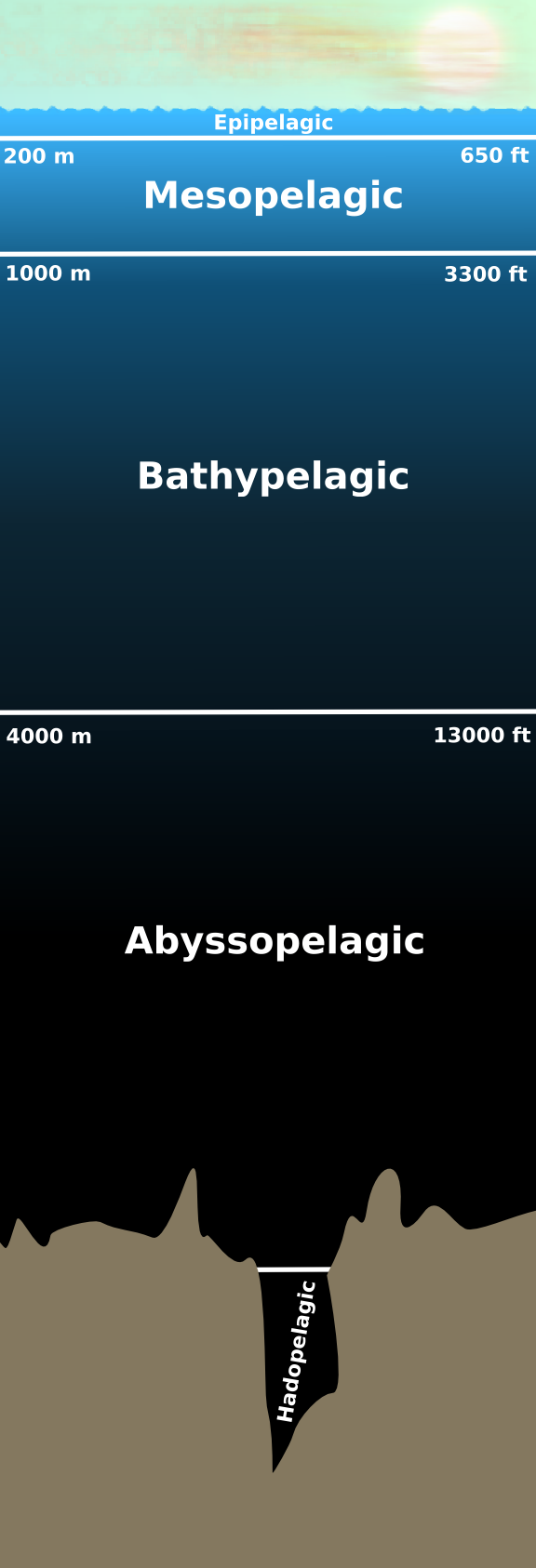
深海分區

在海洋學上，深海是指透光層以下的海，一般指200公尺以下。因為不透光，沒辦法行光合作用，沒有行光合作用的生產者，故深海的生物密度較淺海來的少。

## 分層
深海可分為：中層帶、深層帶、深淵帶與超深淵帶。

### 中層帶
中层带（Mesopelagic zone）指200-1000公尺深的水層，此層雖有些微光線透入，然而也不足以辨識。
90%的海洋雪在此被被消耗，此層也是深海生物密度，種類較多的一層。
代表生物有磷蝦。

### 深層帶（半深海带）
深渊带（Bathyal zone）指1000-4000公尺深的水層。
此層完全沒有陽光，故生物不是眼睛退化，就是演化出“照明設備”。
大部分海床位於此層。
生物分布高度集中於海底熱泉附近，其餘地區生物稀少。只有海綿、海星、海參等等。

### 超深淵帶
深渊带（Abyss zone）指4000-6000公尺水層，超深渊带（Hadal zone）指6000公尺至海床的水層，大多數海溝屬之。此層較其他層壓力更大，生物更加難以生存。
最深的馬里亞納海溝，可深達10911公尺。